# Kanton Fauquembergues
Fauquembergues (Nederlands: Valkenberg) is een voormalig kanton van het Franse departement Pas-de-Calais. Het kanton maakte deel uit van het arrondissement Sint-Omaars. Het kanton is met alle gemeenten in 2015 opgegaan in het kanton Fruges.

## Gemeenten
Het kanton Fauquembergues omvatte de volgende gemeenten:
- Audincthun
- Avroult
- Beaumetz-lès-Aire
- Bomy
- Coyecques
- Dennebrœucq
- Enguinegatte
- Enquin-les-Mines
- Erny-Saint-Julien
- Fauquembergues (hoofdplaats)
- Febvin-Palfart
- Fléchin
- Laires
- Merck-Saint-Liévin
- Reclinghem
- Renty
- Saint-Martin-d'Hardinghem
- Thiembronne